# مقاطعة ساسكس (نيو جيرسي)
مقاطعة ساسكس (بالإنجليزية: Sussex County, New Jersey)‏ هي إحدى مقاطعات ولاية نيو جيرسي في الولايات المتحدة. تأسست سنة 1753، بلغ عدد سكانها 149265 نسمة في عام 2010 حسب إحصاء مكتب تعداد الولايات المتحدة وتصل الكثافة السكانية فيها 110.6 نسمة/كم2.

## المناخ
يظهر الجدول التالي التغييرات المناخية على مدار السنة لمقاطعة ساسكس:
| البيانات المناخية لـمقاطعة ساسكس     | البيانات المناخية لـمقاطعة ساسكس | البيانات المناخية لـمقاطعة ساسكس | البيانات المناخية لـمقاطعة ساسكس | البيانات المناخية لـمقاطعة ساسكس | البيانات المناخية لـمقاطعة ساسكس | البيانات المناخية لـمقاطعة ساسكس | البيانات المناخية لـمقاطعة ساسكس | البيانات المناخية لـمقاطعة ساسكس | البيانات المناخية لـمقاطعة ساسكس | البيانات المناخية لـمقاطعة ساسكس | البيانات المناخية لـمقاطعة ساسكس | البيانات المناخية لـمقاطعة ساسكس | البيانات المناخية لـمقاطعة ساسكس |
| الشهر                                | يناير                            | فبراير                           | مارس                             | أبريل                            | مايو                             | يونيو                            | يوليو                            | أغسطس                            | سبتمبر                           | أكتوبر                           | نوفمبر                           | ديسمبر                           | المعدل السنوي                    |
| ------------------------------------ | -------------------------------- | -------------------------------- | -------------------------------- | -------------------------------- | -------------------------------- | -------------------------------- | -------------------------------- | -------------------------------- | -------------------------------- | -------------------------------- | -------------------------------- | -------------------------------- | -------------------------------- |
| الدرجة القصوى °ف (°م)                | 71 (22)                          | 73 (23)                          | 90 (32)                          | 95 (35)                          | 97 (36)                          | 98 (37)                          | 106 (41)                         | 102 (39)                         | 102 (39)                         | 92 (33)                          | 84 (29)                          | 75 (24)                          | 106 (41)                         |
| متوسط درجة الحرارة الكبرى °ف (°م)    | 34.1 (1.2)                       | 37.9 (3.3)                       | 46.8 (8.2)                       | 58.9 (14.9)                      | 69.8 (21.0)                      | 77.8 (25.4)                      | 82.3 (27.9)                      | 80.8 (27.1)                      | 73.1 (22.8)                      | 62.2 (16.8)                      | 50.9 (10.5)                      | 38.7 (3.7)                       | 59.4 (15.2)                      |
| متوسط درجة الحرارة الصغرى °ف (°م)    | 15.8 (−9.0)                      | 17.9 (−7.8)                      | 25.7 (−3.5)                      | 36.1 (2.3)                       | 45.4 (7.4)                       | 55.1 (12.8)                      | 60.0 (15.6)                      | 58.0 (14.4)                      | 50.1 (10.1)                      | 38.4 (3.6)                       | 31.0 (−0.6)                      | 21.6 (−5.8)                      | 37.9 (3.3)                       |
| أدنى درجة حرارة °ف (°م)              | −29 (−34)                        | −23 (−31)                        | −10 (−23)                        | 9 (−13)                          | 24 (−4)                          | 33 (1)                           | 40 (4)                           | 34 (1)                           | 27 (−3)                          | 13 (−11)                         | 6 (−14)                          | −13 (−25)                        | −29 (−34)                        |
| الهطول إنش (مم)                      | 3.19 (81)                        | 2.83 (72)                        | 3.69 (94)                        | 4.27 (108)                       | 4.10 (104)                       | 4.41 (112)                       | 4.02 (102)                       | 4.18 (106)                       | 4.23 (107)                       | 4.52 (115)                       | 3.47 (88)                        | 3.74 (95)                        | 46.65 (1٬184)                    |
| متوسط تساقط الثلوج إنش (سم)          | 13.8 (35)                        | 9.4 (24)                         | 6.5 (17)                         | 2.0 (5.1)                        | 0 (0)                            | 0 (0)                            | 0 (0)                            | 0 (0)                            | 0 (0)                            | 0 (0)                            | 1.3 (3.3)                        | 9.2 (23)                         | 42.2 (107.4)                     |
| متوسط أيام هطول الأمطار (≥ 0.01 in)  | 10.6                             | 8.6                              | 11.1                             | 12.4                             | 12.6                             | 11.0                             | 10.9                             | 10.7                             | 9.1                              | 10.1                             | 9.9                              | 10.7                             | 127.7                            |
| متوسط الأيام المثلجة (≥ 0.1 in)      | 5.4                              | 3.7                              | 2.6                              | .5                               | 0                                | 0                                | 0                                | 0                                | 0                                | .1                               | .6                               | 3.2                              | 16.1                             |
| المصدر: NOAA (extremes 1893–present) |                                  |                                  |                                  |                                  |                                  |                                  |                                  |                                  |                                  |                                  |                                  |                                  |                                  |

## أعلام
- جورج ك. ماكسويل
- برستون جاكوبس
- ويليام بول
- دوروثي فونتانا
- ويليام كينيدي

## وصلات خارجية
- United States Counties